# Glenea fulvomaculata
Glenea fulvomaculata là một loài bọ cánh cứng trong họ Cerambycidae.